# 成瀬映山
成瀬 映山（なるせ えいざん、1920年3月1日 - 2007年7月16日）は、日本の書家。東京都渋谷生まれ。本名・栄三（えいぞう）
日展参事、読売書法会顧問、謙慎書道会最高顧問などを歴任。全日本書道連盟顧問。槙社文会代表。警視庁自警会審査顧問。現代書道二十人展出品（朝日新聞社主催）。聖徳大学客員教授。勲四等旭日小綬章叙勲。

## 略歴
終戦直後、東横百貨店に入社。宣伝部でチラシや商品につける札などを書いていた時、書道の講師に来ていた後の師匠青山杉雨に会う。1950年、青山杉雨に師事。1964年、日展特選。1987年「杜甫詩」で日展内閣総理大臣賞。1992年、日本芸術院賞・恩賜賞を受賞。1994年、勲四等旭日小綬章を受章。1995年謙慎書道会理事長に就任、以後同会の要職を歴任した。2001年、文化功労者。死後、正四位・旭日重光章を賜与される。

## 業績
行草書を中心に研究し、運筆からくる独自の書風による表現を確立した。文化庁で2018年9月まで使用された標識板（縦書体）は同氏の手によるものである。

## 著書
- 『蘇孝慈墓誌銘 (書道技法講座) 』（1988年）
- 『北魏墓誌銘 (書道技法講座)』（1988年）
- 『色紙 短冊の書き方〈漢字・調和体〉 』（1988年）
- 『詩歌書例100選〈5〉宋元・陸游他 』（1998年）
- 『条幅名品選〈2〉倪元璐 』（1999年）
- 『条幅名品選〈5〉呉昌碩 』（1999年）
- 『草書くずし字典』（2000年）
- 『条幅名品選〈6〉文徴明・文彭・陳淳・徐渭 』（2001年）
- 『書作のみちくさ 』（2001年）
- 『条幅名品選〈9〉陳鴻寿・楊峴 』（2001年）
- 『青山杉雨色紙二百選  』（2003年）
- 『成瀬映山作品 』（2007年）